# جمعية البر بجدة
تأسست جمعية البر بجدة في 25/12/1402هـ وهي جمعية خيرية ذات شخصية اعتبارية تشمل خدماتها محافظة جدة وما حولها من القرى. ورئيسها الفخري صاحب السمو الملكي أمير منطقة مكة المكرمة وتعمل تحت إشراف وزارة العمل والتنمية الاجتماعية ومسجلة برقم 62.

## أهدافها
- التحول من جمعية تعتمد على التبرعات إلى جمعية تحقق الإكتفاء الذاتي وتحقق التنمية المستدامة.
- تقديم خدمات متنوعة ومتميزة للأيتام والأسر المحتاجة.
- تشجيع العلاقات التكاملية بين القطاع الحكومي والقطاع الخاص والجهات الخيرية لتوجيه مسئوليتها الاجتماعية لأعمال البر الخيرية.
- نقل الأيتام والأسر المحتاجة من مرحلة الاحتياج إلى مرحلة الاكتفاء.
- بناء منظومة تواصل مع الجمعيات الخيرية والإنسانية المحلية والعالمية لتبادل الخبرات والمعلومات.
- تشجيع التطوع في دعم أنشطة الجمعية المجتمعية.[1]

## الرسالة والرؤية

### رسالتها
أن تكون الجمعية قدوة وواجهة مشرقة لبلد الحرمين الشريفين في القطاع الخيري وممارسة النشاط الخيري والإنساني في أوسع أطره لرفع الاكتفاء الذاتي للجهات المستفيدة من أيتام وأسر ومرضى لضمان حقهم في المجتمع والبيئة المحيطة.

### رؤيتها
أن تكون رائدة في العمل الخيري المستدام على المستوى المحلي والعالمي.

## أعضاءها
هي هيئة مكونة من أعضاء منتخبين عبر أعضاء الجمعية العمومية يتولون الإشراف بشكل مشترك على أنشطة الجمعية لمدة أربع سنوات.

## خدماتها
تقدم الجمعية العديد من الخدمات لفئات متنوعة من المستفيدين تهدف بذلك إلى تغطية رغبات المحسنين وواحتياج المستحقين أبرز تلك البرامج:

### دور الضيافة
تأوي الجمعية أبناء وفتيات الأيتام ذوي الظروف الخاصة وتبذل جُلَّ اهتمامها معهم على أنهم أمانة يجب المحافظة عليها، ودرء أيّ خطر قد يحيط بهم. ولهذا فإن الإيواء أحد الأنشطة الرئيسية للجمعية حيث أنها تأوي عدد 227 يتيماً ويتيمة في دور الضيافة التابعة لها وهي:
• دار الزهراء ويحتضن (52) يتيماً ويتيمة من حديثي الولادة وحتى سنّ التاسعة للأولاد، أو حتى سنّ الزواج بالنسبة للفتيات.
• دار السيد عبد الله عباس شربتلي لرعاية الأيتـام يوجد به (29) ابناً يتلقـون كامل الرعاية والاهتمام حتى سنّ الثامنة عشر.
• شقق رجال المستقبل يتم اسكـان الشـبـاب من سـنّ الثـامـنـة عشر حتـى سـنّ الخـامسة والعشرون في شقق تحت إشراف الجمعية ويبلغ عددهم حالياً (146) شاباً.

### كفالة الأيتام
يتم دراسة وضع اليتيم اجتماعياً من قبل باحثات متخصصات بقسم البحوث ومن ثم يأتي دور منسقة الكفالات بإعداد بطاقة تسويقية لليتيم عن طريق منسقة علاقات متبرعين، وبعد ذلك  يودع مبلغ الكفالة في الحساب البنكي لليتيم، حيث بلغ عدد الأيتام الذين تكفلهم الجمعية الآن (1487) يتيم ويتيمة.

### كفالة الأسر
إن برنامج كفالة أُسرة هو اليد الحانية، والظلّ الظليل، في حياة الأسر المحتاجة، وهو من البرامج  الهامة في الجمعية لما للأسرة من أهمية في بناء المجتمع ككل. وتتولّى الجمعية دراسة حالة الأسر، وتحديد درجة استحقاقها للمساعدة، وذلك بإجراء دراسات عن طريق البحث المكتبي والميداني للأسر المرشحة للمساعدة من خلال قسم المساعدات. حيث بلغ عدد الأسر التي تكفلها الجمعية الآن (539) أسرة تمدهم بالمساعدات العينية والنقدية.

### الرعاية الصحية
برنامج الرعاية الصحية يعتبر من البرامج الرائدة التي تنفذها الجمعية، حيث يتكون النشاط الصحي في الجمعية من ثلاث برامج وهي:
أولاً: مراكز غسيل الكلى: إن الزيادة في أعداد المصابين بمرض الفشل الكلوي من المحتاجين دفعت الجمعية إلى خدمة مرضى الفشل الكلوي ومساعدتهم صحياً واجتماعياً ونفسياً ومن هذا المنطلق تم إنشاء مراكز غسيل الكلى لجمعية البر بجدة:
• مركز عبد الكريم بكر الطبي
• مركز هشام عطار للغسيل الكلوي
حيث تحتوي هذه المراكز على (67) كرسي غسيل كلى وتقدم المراكز أكثر من (40,000) جلسة غسيل كلى وتخدم ما يقارب (290) مريض.
ثانياً: المجمع الطبي: يقدّم المجمع الطبي العام بجمعية البر بجدة خدمات صحية شاملة للمرضى المكفولين من الأيتام والأرامل مجاناً، وعموم الفقـراء وذوي الدخـل المحدود بتعرفة رمزية، وتشمل هـذه العيادات كافة التخصّصات والخدمات الطبية وتزويدها بالأجهزة الحديثة اللازمة، بالإضافة إلى توفير مختبر مجهز تجهيزاً كاملاً بالمعدات الطبية الحديثة وقد تم استقطاب عدد من الأطباء على قدر عال من الخبرة.
التخصصات التي يقدمها المجمع الطبي (عيادة الباطنية - عيادة الأسنان والفم واللثة - عيادة العظام - عيادة المخ والأعصاب - عيادة الأطفال - عيادة العيون - عيادة الأنف والأذن والحنجرة - عيادة النساء والولادة)
ثالثاً: علاج فقير: أقامت الجمعية هذا البرنامج من أجل علاج الفقراء من الأسر والأيتام المكفولين في الجمعية والذين لا يستطيعون تأمين علاجهم من خلال المجمع الطبي الخيري وذلك لرفع الحاجة والعوز عن هذه الفئة الغالية على قلوبنا.

### إفطار صائم
استفتت الجمعية هيئة كبار العلماء ووردت فتوى من الأمانة العامة لهيئة كبار العلماء برقم (25458) التي تنص على أنه لا مانع من إخراج إفطار صائم غير مطبوخ (سلة غذائية).

### سقُيا صائم
تقدم الجمعية سقيا الصائمين خلال شهر رمضان المبارك.

### كسوة العيد
استطاعت جمعية البر بجدة من خلال برنامج (كسوة العيد) غرس السعادة في نفوس الفقراء والمحتاجين وخاصة الأطفال الأيتام ليشاركوا الأغنياء فرحتهم بعيد الفطر المبارك.

### زكاة الفطر
أولـت الجمعية كلّ الاهتمام لإستقـبال الزكـاة وتـوزيعها على الأسـر الفقيرة والمحتاجـة في محافظة جـدة والقـرى المجـاورة لها وفي وقتها الشـرعي.

### سقيا حاج
في شهر ذي الحجة ومع توافد ضيوف الرحمن تتيح الجمعية لأهل الخير باب من أبواب الخير وهو (سقيا حاج) والذي يقوم على توزيع الماء على الحجاج والإسهام في هذا المشروع الخيري.

### الأضاحي
تقدم الجمعية خدمة الأضاحي المقدمة من المتبرعين وإيصالها للمحتاجين للمحتاجين.

### صدقة اللحم
ومن أجل جـودة العمل في هـذا المشروع وضمان إيصـال صدقة اللحـم إلى محتاجيـها قامت الجمعـية بالتعـاقد مع متعـهّد لتنفيذ مشـروع صدقة اللحـم ليتـولّى عملية الذبح، وتسليمها للجمعية؛ لكي تقوم بتولّي توزيعها على المحتاجين من الأسر والأيتام على مدار العام.

### تفريج كربة
ضَمَّت الجمعية تفريـج كربة من ضمن برامجها لما له أهمية في خدمة الأسر والأفراد الأكثر احتياجاً في المجتمع والذين يتعرضون لظروف قاهرة ويتطلعون لمساعدة إخوانهم وأخواتهم في ظروفهم المفاجئة والعاجلة سعياً لسد هذا الباب وقضاء حاجتهم.قيمة المساهمة «بما تجود به نفسك».

### الزكوات والصدقات
تعريف الزكاة لـغــةً: هي البركة والطهارة والنماء والصلاح شرعـاً: حصة مُقدَّرة من المال فرضها الله للمستحقين، وهم ثمانية أصناف حسب مقدارها. الزكاة إذا كان لدى المسلم مال ومضى عليه الحول أي عام كامل، فعليه إخراج الزكاة منه، ونسبة زكاة المال هي 2,5%؛ أي: ربع العشر ونصاب الزكاة بما يعادل نقداً من قيمة 85 جرام من الذهب (عشرون مثقال) أو قيمة (595) جرام من الفضة مائتا درهم.

### كفارة يمين
استناداً على الآية الكريمة: (﴿لاَ يُؤَاخِذُكُمُ اللّهُ بِاللَّغْوِ فِي أَيْمَانِكُمْ وَلَـكِن يُؤَاخِذُكُم بِمَا عَقَّدتُّمُ الأَيْمَانَ فَكَفَّارَتُهُ إِطْعَامُ عَشَرَةِ مَسَاكِينَ مِنْ أَوْسَطِ مَا تُطْعِمُونَ أَهْلِيكُمْ أَوْ كِسْوَتُهُمْ أَوْ تَحْرِيرُ رَقَبَةٍ فَمَن لَّمْ يَجِدْ فَصِيَامُ ثَلاَثَةِ أَيَّامٍ ذَلِكَ كَفَّارَةُ أَيْمَانِكُمْ إِذَا حَلَفْتُمْ وَاحْفَظُواْ أَيْمَانَكُمْ كَذَلِكَ يُبَيِّنُ اللّهُ لَكُمْ آيَاتِهِ لَعَلَّكُمْ تَشْكُرُونَ)﴾ المائدة: (89).

### الأوقاف والصدقة الجارية
جُبلت النفـس البشـرية على فعـل الخيـر بكافة أنـواعه وأوجهه ويعتبر الوقف الخيري من أفضل الأعمـال المستحبة إلى الخالـق عز وجل وهـي من أفضل القـربات التي حث الله سبحـانه وتعـالى عليها وهي تدخل في إطار الصدقة الجارية التي يستمر خيرها للإنسان حتى بعد مماته.

### مستودع البر
استكمالاً لمنشآت الجمعية التي لها دور مباشر في مساعدة المحتاجين تم إنشاء مستودع البر الذي يستقبل التبرّعات العينية من المحسنين والمتبرعين والمصانع المحلية والشركات المنتجة للمواد الغذائية والاستهلاكية وأدوات النظافة والعناية الشخصية والأثاث ونحوها ويتم إعادة فرزها وتعبئتها وصرفها للمحتاجين حسب بيانات الأسر المحتاجة التي يصدرها قسم المساعدات في الجمعية.

## عدد المستفيدين
إحصائيات الجمعية في مسيرة 40 عام من العطاء:
- أوت الجمعية في دور الضيافة والرعاية الإجتماعية أكثر من 1000 يتيماً ويتيمة.
- بلغ عدد الأيتام الذين كفلتهم الجمعية أكثر من 12,450 يتيماً ويتيمة.
- بلغ عدد الأسر التي كفلتها الجمعية أكثر من 34,200 أسرة.
- بلغ عدد جلسات الغسيل الكلوي المقدمة من الجمعية أكثر من 530,000 جلسة.
- بلغ عدد المستفيدين من المجمع الطبي أكثر من 1,270,000 مستفيد.
- بلغ عدد المستفيدين من مستودع الجمعية أكثر من 1,100,000 مستفيد.
- بلغ عدد الأسر المستفيدة من مساعدات جائحة كورونا أكثر من 19,500 أسرة.
- بلغ عدد السلال الغذائية الموزعة خلال جائحة كورونا أكثر من 24,579 سلة غذائية.
- بلغ عدد الأسر المستفيدة من المساعدات لكارثة سيول جدة أكثر من 2,559 أسرة.[4]